# Yurihonjō

Yurihonjō (由利本荘市 Yurihonjō-shi?) este un municipiu din Japonia, prefectura Akita.